# C-16C
La C-16C és una carretera de la Xarxa Bàsica de la Generalitat de Catalunya. Comença a Manresa i acaba a la C-16 a l'alçada de Torroella de Baix. La carretera està asfaltada i travessa polígons de Manresa.

## Enllaços
| N-141c | Sant Fruitós de Bages Navarcles Moià                                                                              |
| C-55   | Sentit Nord: Manresa Santpedor Solsona Lleida : Olesa de Montserrat Abrera Sentit Sud: Olesa de Montserrat Abrera |

| Rotonda Manresa | Rotonda Manresa | Rotonda Manresa                                                                      |
| --------------- | --------------- | ------------------------------------------------------------------------------------ |
|                 |                 |                                                                                      |
| N-141c Manresa  |                 | C-16C Manresa (Viladordis) Sant Fruitòs de Bages Vic C-15 Barcelona Terrassa Manresa |
|                 | Les Cots        |                                                                                      |

| Rotonda Sant Fruitòs de Bages                         | Rotonda Sant Fruitòs de Bages | Rotonda Sant Fruitòs de Bages |
| ----------------------------------------------------- | ----------------------------- | ----------------------------- |
| Cementeri Aeródrom Carretera de Berga I-II La Serreta | C-16C Berga Vic Girona        | Avinguda Girona               |
| Cementeri Aeródrom Carretera de Berga I-II La Serreta |                               | Avinguda Girona               |
| Cementeri Aeródrom Carretera de Berga I-II La Serreta | C-16C Manresa Barcelona       | Avinguda Girona               |

| Rotonda Torroella de Baix                     | Rotonda Torroella de Baix           |
| --------------------------------------------- | ----------------------------------- |
| C-16C Canvi de Sentit La Serreta              | E-9 C-16 Berga Vic Girona Barcelona |
|                                               | E-9 C-16 Berga Vic Girona Barcelona |
| C-16C Sant Fruitòs de Bages Manresa Barcelona | E-9 C-16 Berga Vic Girona Barcelona |